# Кривой Вал (улица)
Улица Кривой Вал (укр.  Вулиця Кривий Вал ) — одна из древних улиц луцкого центра города, которая простирается от Набережной до улицы Глушец, пересекая улицы Богдана Хмельницкого и Леси Украинки. Улица имеет старую застройку XIX-XX вв., На ней расположено несколько памятников архитектуры. Название улицы отражает давнее функциональное назначение территории. Здесь был вал с укреплениями.

## Предпосылки формирования
Когда в XIII—XVI вв. Луцк активно поднимался в экономическом и политическом смыслах, происходило активное освоение территории для расширения города. Северной границей в это время стали крещатые овраги, где были поставлены укрепления с городскими воротами. Главным улицам этого района тогдашнего Луцка были Пречистенская и Староволодимирская. Пречистенская завершалась Въездной башней на северных укреплениях княжеского города.
Наряду с укреплениями располагался Пречистенский монастырь с храмом Успения Пресвятой Богородицы и церковь Святой Параскевы Пятницы. В XV в. происходило и освоение территории за пределами укреплений. Здесь было образовано еврейское кладбище. Кроме того, существовали церкви Св. Василия, Воскресения Христова, Благовещения. А дальше, на Святой горе, в XVI в. был построен костёл Св. Креста.

## Возникновение городской улицы
В 1803 году началась ликвидация северных укреплений. Были ликвидированы и кладбища. Территория начинала быстро застраиваться. На месте бывших укреплений было образовано несколько новых улиц, которые тянулись вдоль валов. Улица Конная начиналась от Дубновского (нынешняя Леси Украинки) и шла вниз к реке Глушец. Другая улица — Нижняя — тянулась в противоположную сторону до пересечения со Староволодимирскою (нынешняя Богдана Хмельницкого). В 1912 году Нижняя была переименована в Императора Александра I, а Конная — на Столыпинскою. В 1921 г. улицу объединили под общим названием — 3 мая. Улица, от 3 мая тянулась к реке Стыр, называлась Августина Кордецкого. На ней в 1924 году был построен Луцкий городской театр имени Юлиуша Словацкого. А ещё позже — музыкальную школу имени Шопена. Кроме того, было построено несколько домов кирпичного стиля. В 1931 году вновь произошла перемена: бывшую Столыпинская переименовали в Т. Голувко. На этих улицах было построено несколько зданий в стиле конструктивизма: кассы союза предпринимателей, главная почта, музыкальная школа, некоторые жилые дома. Здесь в 1930-х также содержались первоклассный отель «Савой», гостиница «Ренессанс», банк «Народный», польский клуб «Костер», где проходили первые слушания радиопередач, украинский клуб «Родной дом» и другие заведения.
В 1939 году улицы Кордецкого, 3 мая и Голувко были объединены под названием 1-го мая. В 1941 году улица называлась Почтовая, впоследствии снова 1-го мая. В 1990-х улице дали название Кривой Вал.

## Сегодня
Улица Кривой Вал — одна из центральных улиц Луцка. Простирается от Набережной до улицы Глушец. Пересекается с улицами Гончарова, Хакимова, Леси Украинки, Пятницкая горка, Богдана Хмельницкого. Движение одностороннее от улицы Глушец до Богдана Хмельницкого.
Здесь есть ряд памятников архитектуры конструктивизма и кирпичного стиля. В начале улицы сохранились старое плиточное мощение тротуаров и бордюры начале XX в.
На улице расположены музыкальная школа № 1 им. Фридерика Шопена, на пересечении с Богдана Хмельницкого Волынский академический областной театр кукол, Главпочтамт, Волынский филиал ОАО «Укртелеком», Главное управление Пенсионного фонд в Волынской области, отель «Noble boutique hotel», банки, магазины, кафе.
На пересечении с улицей Богдана Хмельницкого стоит памятник Святому Николаю.

### Дома
| Номер | Описание | Вид |
| ----- | --- | --- |
| 12    | О Один из домов кирпичного стиля. Возведенный в 1927 году.                                                                               |     |
| 13    | Луцкая музыкальная школа № 1 им. Фридерика Шопена. Возведенная в конце 1930-х годов в стиле конструктивизма.                             |     |
| 17а   | Один из домов кирпичного стиля возле почты.                                                                                              |     |
| 19    | Главпочтамт. Проектировался в Варшаве в проектном бюро строительного отдела Министерства почт и телеграфов. Построенный в 1930-х.        |     |
| 21-29 | Ряд жилых домов, которые возводились в 1930-х как единый ансамбль с окружающими конструктивистскими зданиями.                            |     |
| 28    | Бывшие Кассы Союза предпринимателей. Сейчас здесь Волынский филиал ОАО «Укртелеком».                                                     |     |
| 32    | Бывшая гостиница «Ренессанс». Сохранились оригинальные старые входные двери. Сейчас здесь Луцкое городское управление Пенсионного фонда. |     |
| 34    | Бывший престижный отель «Савой». Теперь это бизнес-центр Grand-Persona.                                                                  |     |

## Галерея
- Средняя часть улицы
- Маскарон старого дома
- На пересечении с Богдана Хмельницкого
- Уголок вечерней улицы
- На пересечении с Леси Украинки
- Конец улицы
- Старый дом
- Стена у музыкальной школы